# Aaron Wolf
Aaron Wolf (* 25. února 1996 Tokio, Japonsko) je japonský zápasník–judista amerického původu.

## Sportovní kariéra
Narodil se v Tokiu do americké rodiny. Otec je vysokoškolský pedagog na Komazawa Daigaku, matka Američanka japonského původu. S judem začínal v 6 letech na základní škole. Připravuje se na univerzitě Tókai Daigaku pod vedením Kóseie Inoueho. V japonské seniorské reprezentaci se pohybuje od roku 2015 polotěžké váze do 100 kg. V roce 2016 se kvalifikoval na olympijské hry v Riu, ale v japonské nominaci musel ustoupit mistru světa Rjúnosuke Hagovi.
Aaron Wolf je levoruký judista s krásnými nožními technikami (aši-waza).

### Vítězství
- 2015 - 2x světový pohár (Ulánbátar, Taškent)

## Výsledky
| Olympijské hry    |    |   | — |    |  |  |  |  |  |  |  |  |  |  |  |  |  |  |  |  |  |  |
| Mistrovství světa | —  | — |   | 1. |  |  |  |  |  |  |  |  |  |  |  |  |  |  |  |  |  |  |
| Asijské hry       | —  |   |   |    |  |  |  |  |  |  |  |  |  |  |  |  |  |  |  |  |  |  |
| Mistrovství Asie  |    | — | — | —  |  |  |  |  |  |  |  |  |  |  |  |  |  |  |  |  |  |  |
| MS juniorů        | 3. | — |   |    |  |  |  |  |  |  |  |  |  |  |  |  |  |  |  |  |  |  |